# Мельников Аврам Іванович
Аврам Іванович Ме́льников (нар. 10 серпня 1784, Оранієнбаум — пом. 13 січня 1854, Санкт-Петербург) — російський архітектор, представник пізнього ампіру; академік Петербурзької академії мистецтв з 1812 року; член Санкт-Петербурзького будівельного комітету з 1818 року.

## Біографія
Народився 30 липня [10 серпня] 1784 року у місті Оранієнбаумі (нині Ломоносов у Ленінградчькій області Росії) у сім'ї палацового служителя, старости придворної Пантелеїмонівської церкви. Упродовж 1795—1807 років навчався у Петербурзькій академії мистецтв, де його вчителем був зокрема архітектор Андреян Захаров. Закінчив навчання з великою золотою медаллю за проект будівлі «судових місць» (використаний при будівництві будинку градоначальника на розі Горохової вулиці та Адміралтейського проспекту у Санкт-Петербурзі). У 1808—1811 роках пенсіонер академії в Італії.
З 1811 року викладав у Петербурзькій академії мистецтв (професор з 1818 року, ректор з 1843 року, заслужений ректор з 1851 року). Помер у Санкт-Петербурзі 1 [13] січня 1854 року. Похований у Санкт-Петербурзі на Смоленському православному кладовищі.

## Споруди
Автор проектів навчальних закладів, торговельних будівель, культових споруд, житлових будинків в багатьох містах Російської імперії, зокрема:
- Микитська церква у Мценську (початок XIX століття);
- Миколаївська церква у Санкт-Петербурзі (1820—1838; тепер Російський державний музей Арктики і Антарктики);
- Демидівське училище вищих наук (юридичний ліцей) у Ярославлі (1-а четверть XIX століття);
- гімназія в Уфі (1823—1828);
- Ансамбль напівкруглої площі на Приморському бульварі Одеси, який складається з двох напівциркульних будівель, присутствених місць та будинку Завадовського, а також пам'ятника Дюку Рішельє. Комплекс побудований у 1826—1830 роках у співавторстві з Франческо Боффо.
- торгові ряди у Ростові (1830);
- кафедральний собор у Кишиневі (1830—1835);
- гостиний двір в Симбірську (1832—1836);
- будівля Училища правознавства у Санкт-Петербурзі (1834—1835).

Брав участь у проектуванні Большого театру в Москві (1816) та Ісаакіївського собору в Санкт-Петербурзі (1822).
Автор низки «зразкових» (типових) проектів, а також архітектурної частини багатьох пам'ятників роботи скульптора Івана Мартоса, зокрема пам'ятника Арману де Рішельє в Одесі та пам'ятника Мініну та Пожарському у Москві (1815—1818).
|                             |                                        |                                 |                               |                                          |
| Микитська церква у Мценську | Миколаївська церква у Санкт-Петербурзі | Демидівське училище у Ярославлі | Кафедральний собор у Кишиневі | Училище правознавства у Санкт-Петербурзі |